# Protochondracanthus trilobatus
Protochondracanthus trilobatus – gatunek widłonoga z rodziny Chondracanthidae. Opisał go w 1964 roku indyjski zoolog Narayana Krishna Pillai, nadając mu nazwę Chondracanthus trilobatus.